# Artatama I
Artatama I fue un rey de Mitani que reinó a finales del siglo XV a. C..
Se sabe poco de su reinado porque no ha dejado inscripciones. Las cartas de Amarna le mencionan como antepasado que estableció una alianza con Egipto. Fue el primero de los reyes de Mitanni que estableció una política de alianzas matrimoniales con los faraones, política muy beneficiosa para el desarrollo del país, porque le permitía acceder al oro egipcio. Por eso, casó a una hija con Tutmosis IV, aunque se hizo pedir la mano hasta siete veces, subrayando así la independencia política y el prestigio del reino de Mitani.